# Fabiano Tolentino
Fabiano Galletti Tolentino (Belo Horizonte, 25 de fevereiro de 1974), é advogado e político brasileiro com base eleitoral no estado de Minas Gerais. Foi Deputado Estadual na Assembleia Legislativa de Minas Gerais, filiado ao Cidadania de 2011 a 2018. Nas eleições de 2018, foi candidato a Deputado Federal, mas não conseguiu ser eleito. Em 2020, candidatou-se a Prefeito de Divinópolis e terminou em segundo lugar.
No inicio da vida pública, foi o 7° candidato a vereador de Divinópolis mais bem votado nas eleições de 2004 mas por falta de quociente eleitoral da coligação ele não conseguiu ser eleito. Após grande aceitação nas urnas, foi convidado para ser Diretor de Esportes durante os anos de 2005 e 2006. Já em 2007, com vários projetos em prol do esporte foi nomeado Secretário Municipal de Esportes, Lazer e Juventude onde permaneceu até meados de 2008. Com apenas 34 anos, entrou para a história da cidade como o vereador mais bem votado, atingindo 5.155 votos. Consolidado nas urnas, saiu candidato a Deputado Estadual no ano de 2010 onde foi eleito com 31.182 votos sendo o 3° candidato a Deputado Estadual mais bem votado da Coligação PTC-PRTB.
Em 2014, foi reeleito, assumiu em 2015 seu segundo mandato consecutivo na Assembleia Legislativa de Minas, chegando a ocupar cargos como de Presidente da Comissão de Política Agropecuária e Agroindustrial e membro efetivo da Comissão de Participação Popular.

## Vida pessoal
Filho de Ronaldo Lanza Tolentino e Marília Galletti Tolentino, Fabiano Tolentino nasceu em 25 de fevereiro de 1974 na capital mineira Belo Horizonte. Um pouco mais tarde mudou-se para Divinópolis, cidade Divina, onde dedicou boa parte da sua vida ao meio rural produzindo e entregando leite. Já adulto, Fabiano se tornou bacharel em Direito pela Faculdade de Direito do Oeste de Minas (FADOM) e se especializou em Direito Empresarial pela mesma instituição. Logo depois se casou com Sarah Dimas Tolentino com quem teve duas filhas, Sofia e Nina Tolentino. Já experiente com o trabalho no campo, Fabiano Tolentino teve interesse pela criação de equinos e se tornou árbitro no Núcleo do Cavalo Campolina.

## Atuação política

### Vereador mais bem votado
Com grande popularidade, Fabiano Tolentino foi eleito vereador, na cidade de Divinópolis, em 2008 com 5.155 votos sendo o mais bem votado da historia da cidade. Exerceu mandato entre 2009 e 2011, onde foi autor de 288 proposições na Câmara Municipal, entre projetos de lei e de resolução, e ainda foi relator de 154 proposições. No início de 2011, deixou a Câmara para assumir a função de deputado estadual.

### Deputado Estadual - 1° mandato
Se tornou Deputado estadual em 2010 com 31.182 votos. Exercendo seu primeiro mandato como deputado estadual, Fabiano Tolentino (PPS) ficou entre os 20 parlamentares que mais economizaram recursos públicos da Assembleia Legislativa de Minas Gerais (ALMG). No período de 2011 a 2013, o parlamentar economizou quase 20% do total de verbas disponíveis, numa redução de gastos de R$ 135.977,72. Se todos os deputados adotassem a mesma postura, o legislativo estadual poderia poupar mais de R$ 10 milhões somente em três anos.

### Reeleito deputado em 2014

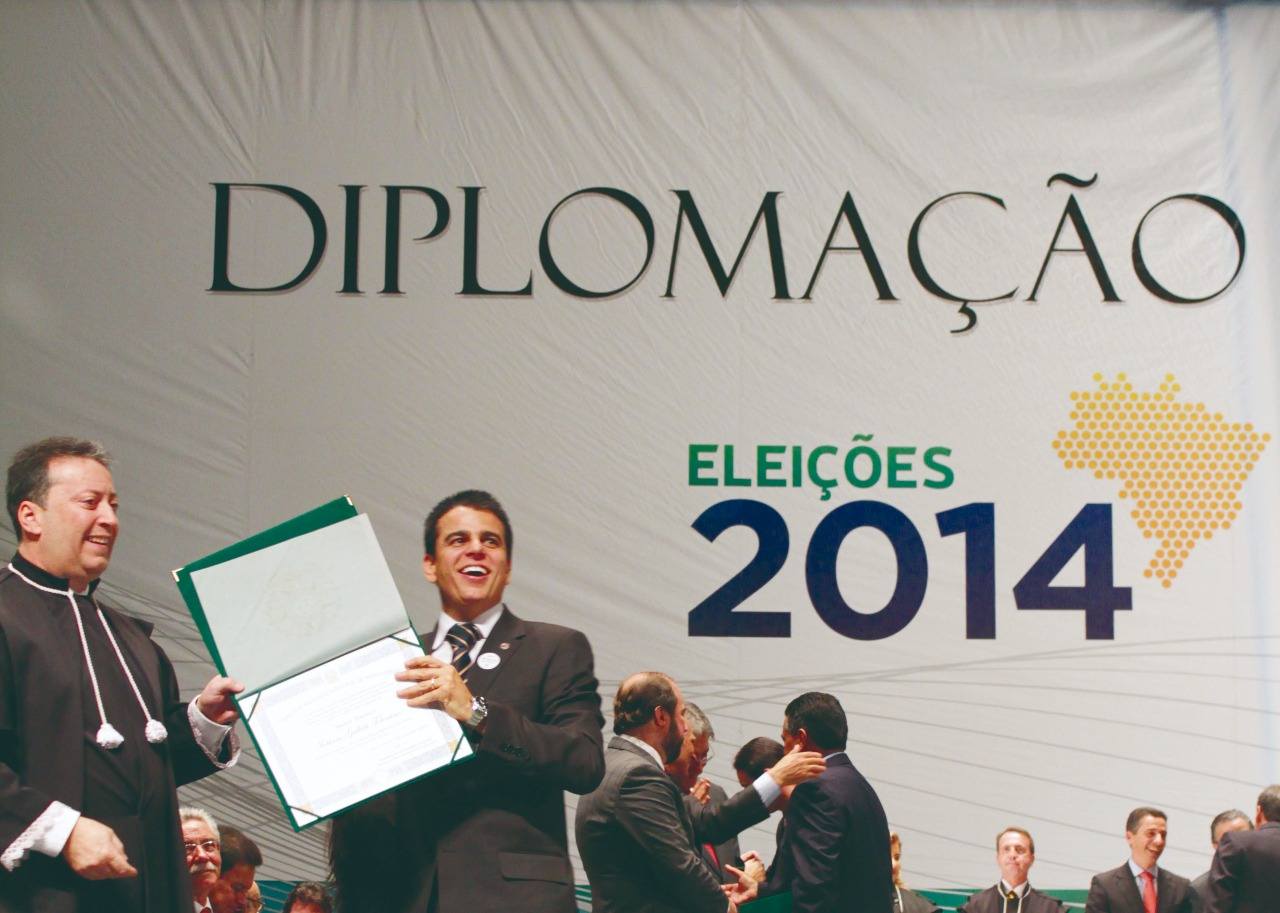
Diplomação em 2014

Em 2014, foi reeleito como Deputado Estadual, dobrando sua votação para 62.776 votos. Foi autor do Projeto de Lei que legalizou a venda de leite de cabra em Minas Gerais, além de ter sido o relator do projeto do queijo minas artesanal, um dos patrimônio mineiros. Foi também o idealizador do ato “Abraço ao Parque da Gameleira” durante a Super Agro de 2012, defendendo a permanência do parque e das associações no local, fato que sensibilizou o Governo de Minas e todos os envolvidos com o setor. Como presidente da Comissão de Agropecuária e Agroindústria da ALMG, realizou uma série de visitas técnicas em entidades do setor, como Epamig, Ceasa, Fetaemg e Emater. Ele também realizou várias audiências públicas para debater a necessidade do Governo fomentar e beneficiar o produtora rural. Hoje atua fortemente fiscalizando os serviços de saneamento básico, como a Companhia de Saneamento de Minas Gerais.

## Desempenho eleitoral
| Ano  | Eleição                  | Cargo             | Partido   | Coligação                                  | Suplentes                                  | Votos           | Resultado                               |
| ---- | ------------------------ | ----------------- | --------- | ------------------------------------------ | ------------------------------------------ | --------------- | --------------------------------------- |
| 2004 | Municipal de Divinópolis | Vereador          | PPS       | PPS / PTC                                  | —                                          | 1.229 (1,12%)   | Não eleito (26º lugar, 1º da coligação) |
| 2008 | Municipal de Divinópolis | Vereador          | PRTB      | ?                                          | ?                                          | 5.155 (4,82%)   | Eleito (1º lugar)                       |
| 2010 | Estadual de Minas Gerais | Deputado Estadual | PRTB      | PRTB / PTC                                 | Glaycon Franco (PRTB), Osman Miranda (PTC) | 31.182 (0,34%)  | Eleito (102º lugar, 3º da coligação)    |
| 2014 | Estadual de Minas Gerais | Deputado Estadual | PPS       | PPS / DEM / PSDB / PP / PSD                | Zé Maia (PSDB), Célio Moreira (PSDB)       | 62.776 (0,68%)  | Reeleito (42º lugar, 18º da coligação)  |
| 2018 | Estadual de Minas Gerais | Deputado Federal  | PPS       | PPS / PSDB / PSD / SD / DEM / PP           | —                                          | 67.008 (0,66%)  | Suplente (40º lugar, 2º suplente)       |
| 2020 | Municipal de Divinópolis | Prefeito          | Cidadania | Cidadania / PL / Avante / PSB / PROS / DEM | Jaime Martins Filho (DEM)                  | 29.391 (26,14%) | Não eleito (2º lugar, único turno)      |
| 2022 | Estadual de Minas Gerais | Deputado Federal  | PSC       | PSC                                        | ---                                        |                 | Não Eleito                              |